# 다퍼 라비딘

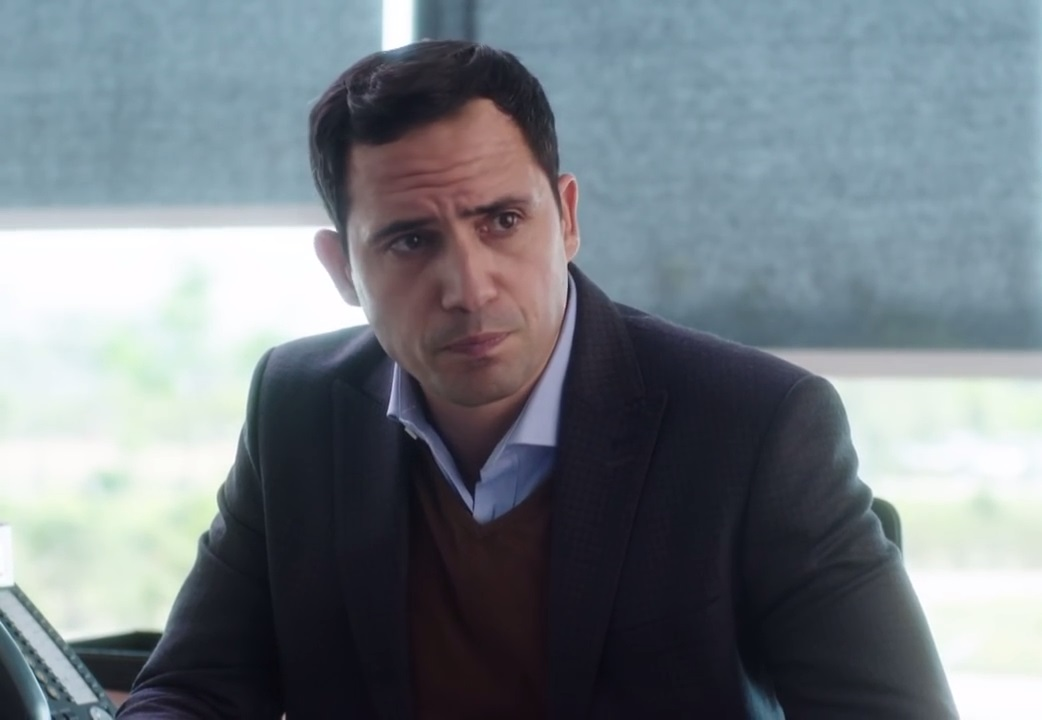

다페르 라비딘(Dhaffer L'Abidine, 1972년 11월 26일 ~ )은 튀니지의 배우, 영화배우, 텔레비전 배우, TV 사회자이다.
튀니스에서 태어났다.

## 방송
- 스파이럴 시즌5
- 헌티드
- 스트라이크 백 시즌1
- 스푹스 시즌5

## 영화
- 센츄리온 (2010년)
- 섹스 앤 더 시티 2 (2010년)
- 베리드 시크릿 (2009년)
- 31 노스 62 이스트 (2009년)
- 마크 오브 케인 (2007년)
- 라이즈 오브 더 풋솔져 (2007년)
- 스톤 머천트 (2006년)
- 디퍼런트 디쉬 (2006년)
- 칠드런 오브 맨 (2006년)
- 다빈치 코드 (2006년)
- 스푹스 시즌1 (2002년)